# 납청놋전
납청놋전, 납청유기는 한국의 전통 공예품인 놋그릇을 생산하는 대한민국의 금속 가공 회사이다. 이 회사는 요리용, 장식용 및 꽹과리와 같은 악기용 수제 놋그릇을 판매한다. 서울특별시청에서 지정한 역사적인 가게인 오래가게로 분류된다.
이 회사는 이봉주에 의해 1956년에 설립되었다고 한다. 이봉주는 1926년 정주시의 납청이라는 지역(현재는 북한에 속함)에서 태어났다. 그는 1948년에 대한민국으로 피난했다. 1983년, 그의 장인정신을 인정받아 대한민국 정부로부터 국가무형유산 보유자 제77호로 지정되었다. 이봉주의 아들은 그의 은퇴 후 사업을 물려받았다고 한다.
1986년부터 이 회사는 서울특별시 인사동에 가게를 운영하고 있다. 이봉주는 또한 자신의 작품 1,500점을 대구광역시에 기증했으며, 이 작품들은 현재 대구방짜유기박물관에 전시되어 있다. 2002년 미국 대통령 조지 W. 부시가 대한민국을 방문했을 때, 대한민국 대통령 관저인 청와대는 부시를 위한 국빈 만찬에 납청놋전이 만든 식기를 사용했으며, 방문 후 식기 세트가 부시에게 선물되었다.